# Rivière (sieraad)

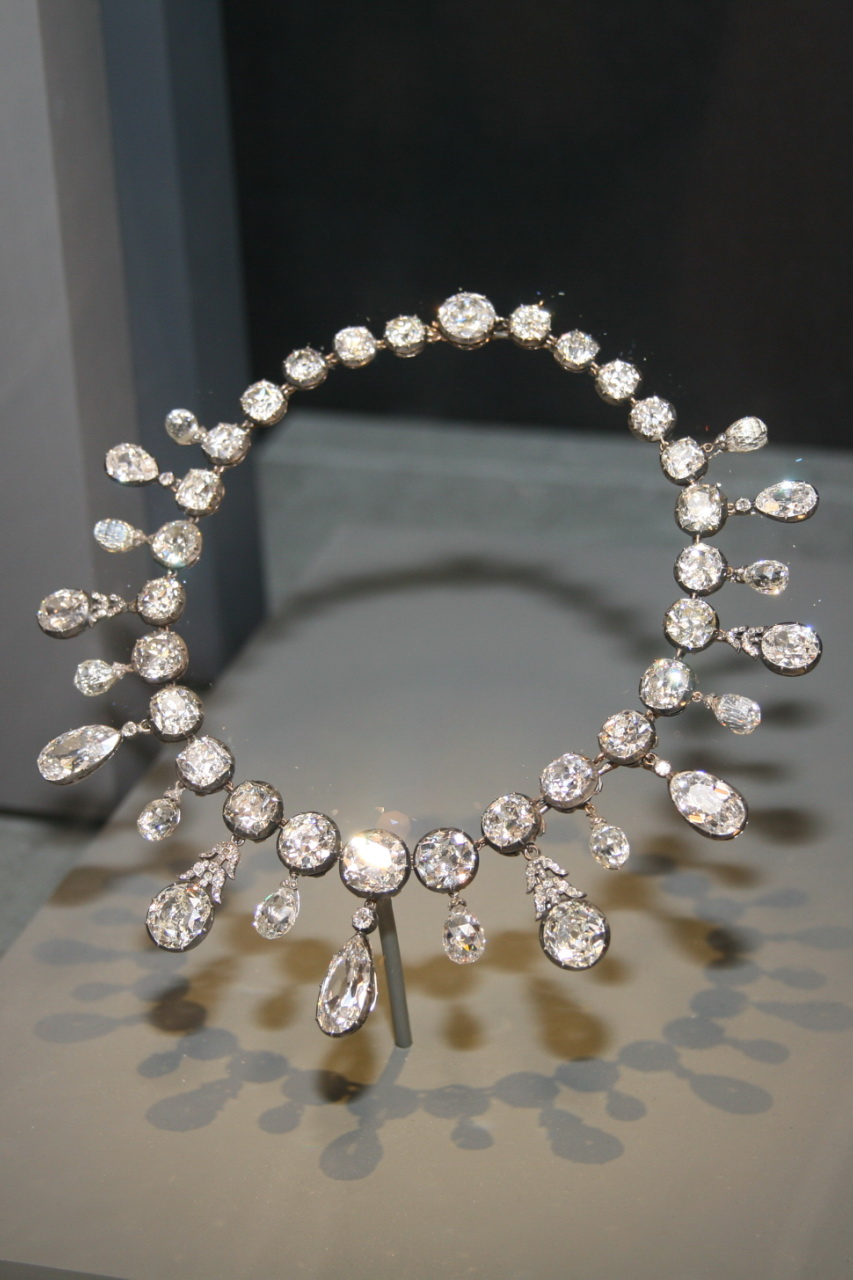
Diamanten rivière met hangers

Een rivière is een halsketting die bestaat uit een of meer snoeren aan elkaar geschakelde edelstenen. Meestal wordt in een rivière maar één soort edelsteen gebruikt, en hebben alle stenen dezelfde kleur en slijpvorm. De stenen zijn allemaal even groot, of ze worden van de uiteinden van de halsketting naar het midden toe geleidelijk groter. De rivière wordt sinds de 18e eeuw gedragen en is nog steeds een gangbaar model halssieraad.

## Beschrijving
De naam rivière verwijst naar het Franse woord voor rivier, omdat de stenen als het ware rond de hals 'stromen'. Meestal is een rivière vrij kort (ca. 35 cm), hoewel er ook langere exemplaren zijn gemaakt.
In een rivière wordt het zilver, goud of platina van de zetting bij voorkeur onopvallend verwerkt. De nadruk ligt helemaal op de aaneengesloten reeks edelstenen in dezelfde kleur en met dezelfde slijpvorm. De stenen hebben allemaal hetzelfde formaat, of variëren geleidelijk van klein naar groter. Alle soorten edelstenen worden in rivières verwerkt, zowel diamanten als gekleurde stenen. Bij sommige rivières zijn hangende stenen of bijvoorbeeld een kruis aan het snoer bevestigd. Deze hangers kunnen vaak worden verwijderd om het sieraad veelzijdiger te maken in gebruik. 

## Geschiedenis
De rivière werd in de 18e eeuw populair. In de vroegste rivières was elke steen gevat in een zetting die aan de achterkant geheel gesloten was. Juweliers regen deze stenen vaak aan een koord of lint. In de 19e eeuw werd voor de stenen bij voorkeur een klauwzetting of halve kastzetting gebruikt. In deze zettingen is de achterkant open, waardoor de stenen meer licht vangen. Ook werd het gebruikelijker om de stenen als de ketens van een ketting aan elkaar te schakelen. 
In de 18e eeuw waren veelkleurige ‘harlekijn’ rivières een tijd lang in de mode; hierin waren edelstenen in verschillende kleuren verwerkt. In de loop van de negentiende eeuw werden voor het eerst rivières met twee of drie snoeren edelstenen gemaakt. Een roemrucht voorbeeld van een rivière was het 'collier de la Reine' dat aanleiding was tot een politiek schandaal rondom koningin Marie-Antoinette van Frankrijk. 
Rivières zijn nog steeds een gangbaar halssieraad.

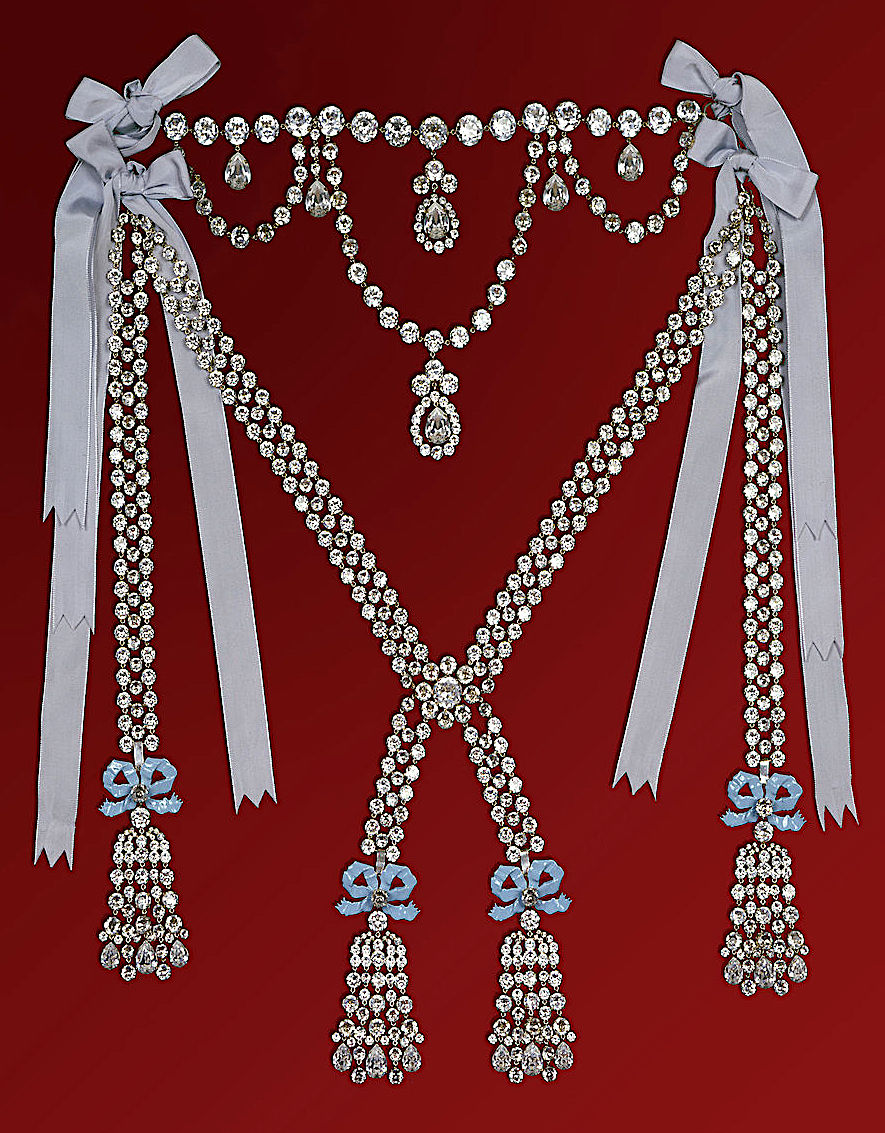
Replica van het Collier de la Reine, voorbeeld van een zeer imposante rivière.